# Гейер, Дин
Дин Стэнли Гейер (англ. Dean Stanley Geyer, род. 20 марта 1986 года) ― южноафриканско-австралийский певец, автор песен, актер и мастер боевых искусств.

## Биография

### Ранние годы
Гейер родился в Йоханнесбурге (Южная Африка). Старшим из троих детей. У него есть две младшие сестры, Джесс Гейер (ныне Джесс Бернс) и Татум Гейер (ныне Татум Принс). Его интерес к музыке проявился в раннем детстве. Он научился играть на гитаре и написал свою первую песню под названием «Change», которая была о его переезде из Южной Африки в Австралию. Во время своего школьного обучения в Мельбурне, он посещал Мельбурнскую среднюю школу – школу для мальчиков с отборочным обучением в Южной Ярре, штат Виктория.

### Карьера
В 2004 году он сформировал группу под названием Third Edge и записал свою оригинальную музыку в Studio 52. Затем Studio 52 разрешила Гейеру и его группе выступить на церемонии вручения премии Kool Skools awards night, но они получили только номинацию.
Гейер прошёл прослушивание для четвёртого сезона Australian Idol в своем родном городе Мельбурне. Судьи единогласно проголосовали за то, чтобы отправить его в Топ-100.
Через несколько недель после финала четвёртого сезона Australian Idol Гейер подписал контракт на запись нескольких альбомов с SonyBMG Australia. Гейер работал с музыкальным продюсером, Грегом Уэллсом и стал соавтором восьми из тринадцати треков его дебютного альбома. В марте 2007 года Гейер выступил на Гран-при знаменитостей в Мельбурне, где синглы на тот момент не издавались. В апреле того же года Гейер выпустил свой дебютный сингл «If You Don't Mean It», который достиг 10-й строчки в чартах ARIA. Альбом, записанный в начале февраля, был выпущен 26 мая 2007 года 26 мая 2007 года Гейер выпустил свой долгожданный дебютный альбом Rush, который дебютировал и достиг 7-й строчки в чартах ARIA и получил смешанные отзывы критиков. Несмотря на успешную первую неделю, альбом быстро выпал из чартов из-за слабой раскрутки и отсутствия запланированного второго сингла.
В ноябре 2007 года Джонатан Моран из Daily Telegraph сообщил, что Гейер присоединился к актерскому составу сериала «Соседи». Гейер исполнил роль Тая Харпера, начинающего музыканта, который бросил юридический факультет и переехал в Эринсборо. Гейер работал с учителем Майком Бишопом в течение четырёх месяцев, чтобы помочь себе подготовиться к роли, и брал уроки вокала, чтобы справиться со своим южноафриканским акцентом. 27 марта 2008 года Гейер дебютировал на экране, получив смешанные отзывы критиков. Примечательно, что Гейер исполнил дуэт с коллегой по фильму Кейтлин Стейси под названием «Unforgettable», который достиг 40-й строчки в чарте загрузок ARIA. В ноябре 2008 года, после восьми месяцев работы в сериале, Гейер объявил, что покидает сериал, чтобы продолжить свою музыкальную карьеру. В следующем месяце Гейер снял свои заключительные сцены, которые вышли в эфир в апреле 2009 года.
В октябре 2010 года было объявлено, что Гейер дебютирует в кино в фильме «Никогда не сдавайся 2», сиквеле фильма 2008 года «Никогда не сдавайся». Гейер исполняет роль Майка Стокса, бывшего борца средней школы. Съемки начались в сентябре 2010 года в Луизиане с бюджетом в 3 миллиона долларов. Фильм снимался в течение четырёх недель, а репетиции продолжались более двух недель. В апреле 2011 года состоялась премьера фильма на кинофестивале ActionFest. Фильм был выпущен сразу на DVD в сентябре того же года и получил смешанные отзывы критиков. В июле 2011 года Гейер дебютировал на американском телевидении в драматическом телесериале VH1 «Одинокие леди». В 2012 году Гейер сохранил главную повторяющуюся роль в телесериале «Терра Нова», продюсером которого выступил Стивен Спилберг.
В июле 2012 года Гейер получил постоянную роль в четвёртом сезоне музыкально-комедийно-драматического телесериала Fox «Хор».
В 2015 году он сыграл Дэниела в грузинском фильме «Наземная мина взрывается» вместе со Стерлингом Найтом и Спенсером Локком. Также главную роль в фильмах «Репетиция» с Брюсом Гринвудом, «Не буди маму» и «Песок», все были выпущены в 2015 году. Гейер также участвовал в съемках телевизионной криминальной драмы «Оттенки синего» с Дженнифер Лопес в главной роли.
В 2020 году он снова начал выпускать песни, впервые более чем за десятилетие.
В 2023 году Гейер получил роль в перезагрузке «Зоуи 101», «Зои 102».

### Личная жизнь
В 2007 году у него завязались отношения с Лизой Орильяссо из австралийского дуэта The Veronicas, с которой он познакомился на церемонии вручения премии ARIA Awards 2007 . В апреле 2008 года Орильяссо публично объявила, что они с Гейером помолвлены. Однако позже помолвка была расторгнута.
В 2010 году начал встречаться с американской актрисой Джиллиан Мюррей. Они объявили о своей помолвке 18 декабря 2016 года. Они поженились 14 сентября 2017 года.